# Wilfred Nichol
Wilfred Paulin Nichol (Newcastle upon Tyne, 29 maggio 1901 – Wakefield, 8 febbraio 1955) è stato un velocista britannico.

## Palmarès

### Olimpiadi
- Argento a Parigi 1924 nella staffetta 4×100 metri.